# Molly (Tyga)
Molly è un singolo del rapper statunitense Tyga, pubblicato il 29 marzo 2013 su etichetta Young Money Entertainment.

## Tracce
1. Molly – 3:38